# Colégio de Aplicação da UERJ
Colégio de Aplicação da Universidade do Estado do Rio de Janeiro é o antigo nome do Instituto de Aplicação Fernando Rodrigues da Silveira (CAp), uma unidade de educação básica e superior, do Centro de Educação e Humanidades, da Universidade do Estado do Rio de Janeiro (UERJ), que  desenvolve o ensino, a pesquisa e a extensão em educação. Com a sigla histórica CAp-UERJ, permanece na história dos colégios de aplicação existentes em universidades estaduais brasileiras, que se destacam pela oferta campo de estágio das licenciaturas junto à universidade.
O Instituto de Aplicação Fernando Rodrigues da Silveira foi criado a partir do Decreto-lei 9.053 do dia 12 de março de 1946, com inauguração em 1º de Abril de 1957. Essa unidade tem por objetivo promover a educação básica e co-promover a formação de professores em parceria com outras unidades da Universidade. As atividades de ensino são organizadas a partir dos departamentos da unidade e desdobram-se integradas em dois níveis: a educação básica e o ensino superior, mediadas pelas atividades indissociáveis de pesquisa, extensão e cultura. Estas procuram articular as teorias referenciadas das diferentes áreas do conhecimento especializado dos departamentos na práxis do campo da pedagogia e áreas afins que contribuam para a realização do trabalho de formação inicial e continuada de professores. Promovem projetos específicos, envolvendo servidores docentes, técnico-administrativos e estudantes de graduação que atuam em cursos de alfabetização de jovens e adultos, informática e formação de agentes educadores, citando apenas alguns, prestando atendimento às comunidades interna e do entorno.

## História

### Começo
O Instituto de Aplicação Fernando Rodrigues da Silveira - CAp/UERJ -,Unidade Acadêmica, tem suas origens no antigo Colégio de Aplicação que, ao longo de sua existência, vem ocupando uma posição de vanguarda, destacando-se, interna e externamente, como centro de excelência de ensino, pesquisa, extensão e campo de estágio notadamente reconhecido pelas Secretarias de Educação, pelas comunidades universitárias e pela comunidade em geral.
Assim, no dia 1ª de Abril de 1957, sob licença especial do MEC, as aulas do então Ginásio de Aplicação da Faculdade de Filosofia,
Ciências e Letras são iniciadas com o curso ginasial - equivalente às quatro últimas séries do Ensino Fundamental - o curso era ministrado pela manhã e se localizava no prédio da Haddock Lobo, 269. Apesar do tempo transcorrido entre a legislação - 12 de março de 1946, Decreto - Lei 9.053 - e a implementação pela Universidade do Distrito Federal - UDF - o seu ginásio de Aplicação surge em clima de improvisação, aliás como quase todas as escolas criadas ou anexadas às Universidades à época.
O nome, Colégio de Aplicação Fernando Rodrigues da Silveira, surgiu mais tarde, em homenagem ao seu primeiro Diretor e fundador, após a implantação do Ensino Médio (curso científico e clássico). Em 1961 já se encontravam instalados os cursos Clássicos e Científicos e, segundo documentação arquivada na instituição, os alunos já matriculados puderam frequentar tais cursos que os separavam, segundo suas opções, em Pré-Letras e Pré-Engenharia. O ato de executivo de nª 453 torna, em seu artigo 1ª, o CAp um órgão relativamente autônomo, desvinculando-o da Faculdade de Filosofia, Ciências e Letras, conforme prescrito no artigo 11, parágrafo 1ª, do Regimento Geral. A lei 5.540/68 confirma a desvinculação. O mesmo ato executivo confirma o CAp/UERJ como "unidade de experimentação e aperfeiçoamento metodológico e didático do ensino de nível médio", além de "centro de treinamento dos alunos da Faculdade de Educação". Reafirmando a integração acadêmico-metodológica entre Ensinos Fundamental, Médio e Superior.
Ainda nos anos 60, houve a transferência para o prédio da Rua Barão de Itapagipe, 311, no Morro do Turano, durante a direção do Professor Fernando Sgarbi Lima que lutava na busca de um espaço que garantisse maior flexibilidade de horário e autonomia de funcionamento.

### Anos 70 e 80
Nos anos 70 veio a afirmação do horário integral, que possibilitou o surgimento e a consolidação de inúmeros projetos renovadores e integrados de diferentes áreas do conhecimento. Ampliam-se, também, as relações com a Faculdade de Educação e com outros Institutos da Universidade, o que aumentou a procura do CAp/UERJ como campo de estágio e pesquisa para licenciados e diversos outros profissionais.
Mais um passo na efetiva integração entre os Ensinos Fundamental, Médio e Superior havia sido dado. Ainda nos anos 70, com a inauguração do Campus Universitário Francisco Negrão de Lima, a então diretora, Professora Maria Lucia Weiss, pode, enfim, com a liberação do espaço, reivindicar a criação do 1ª segmento do 1ª grau. Isto consolidava a instituição para propor metodologias e servir de campo de estágio para todo o Ensino Fundamental, além do Ensino Médio. O 1ª segmento do 1ª grau é criado em 17 de fevereiro de 1977 pelo Reitor Caio Tácito, com o Ato executivo nª 861/77.
Em 1986, na direção da professora Lená Medeiros, implanta-se a Classe de Alfabetização (C.A), através do Ato Executivo nª 1.495/86. Dez anos se passaram e mais um ciclo se fechava. Nos anos 80, além da inclusão da C.A., já mencionada, vem para o CAp, como para toda UERJ, uma maior preocupação com a consolidação de seu papel acadêmico. É a introdução dos concursos públicos, da luta pelos planos de carreira, da implantação de sua estrutura organizacional e o regime de 20 e 40 horas. Além disso, houve a abertura do grêmio estudantil, desativado desde a época da ditadura militar, e a consolidação de um processo democrático para a escolha das novas direções. O Brasil respira novos ares, e a UERJ também, e isto se refletia na vida acadêmica.

### Anos 90 e atualidade

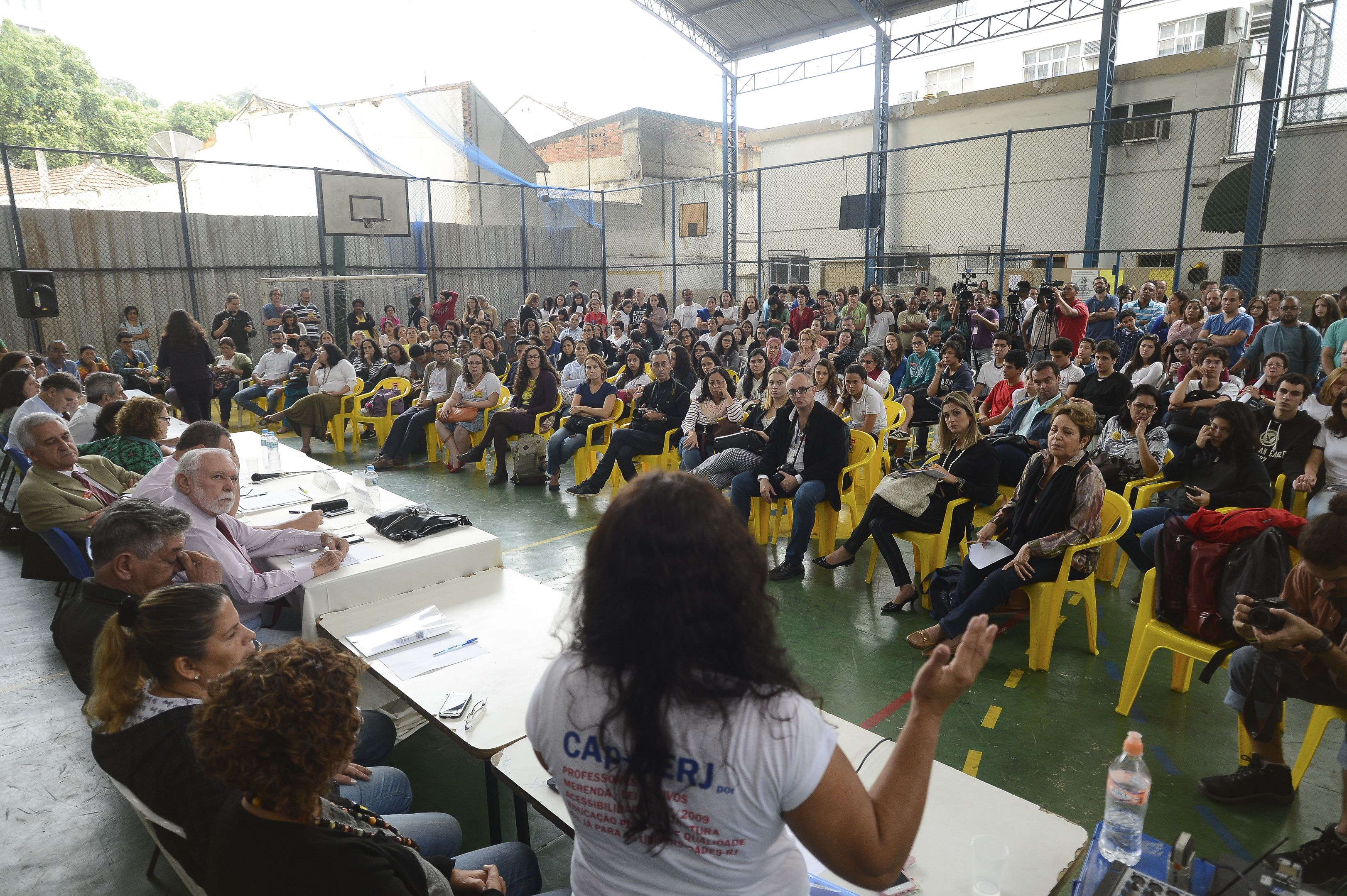
A Comissão de Educação da Alerj promove audiência pública no CAp-Uerj para discutir os efeitos da crise financeira do Estado na instituição, ocupada por alunos em 2016 (Tânia Rêgo/Agência Brasil)

Nos anos 90, o agravamento da situação da violência urbana, levou as autoridades da Universidade a buscar um local onde pudesse abrigar os 3ª e 4ª ciclos do Ensino Fundamental e o Ensino Médio. No Campus do Maracanã, espalhado por vários andares, acolhido por alguns e visto com desconforto por outros, professores, funcionários e alunos por lá permaneceram entre o período de 1994 a 1998.
Finalmente, marcando emblematicamente os ciclos de mudanças de 10 anos (1957/1967/1977/1987), em 1998 é inaugurado o novo prédio do CAp/UERJ, na Rua Santa Alexandrina, 288. Em dois blocos, embora pequenos, conseguiu-se juntar todo o CAp em um prédio só. Com isso, foi dado um passo importante para o reconhecimento de uma Unidade Acadêmica cuja prerrogativa fundamental é a produção de conhecimentos que integre os diversos níveis de Ensino Fundamental, Médio e Superior.
Em 1997, a partir do documento "Refazendo o Ensino de Graduação", elaborado pela SR-1, o CAp propõe sua transformação de Colégio de Aplicação em Instituto de Aplicação. Delimitando suas especificações acadêmicas e impondo-se como espaço efetivo de experimentação metodológica e estágio para toda a Universidade, sem perder de vista o restante da comunidade fluminense, reafirma sua condição de Unidade Acadêmica. O processo 4056/DAA/97 transforma o CAp em Instituto de Aplicação, aprovado no CSEP em novembro de 1997.
Em 4 de outubro de 2001, através da resolução nª 005/01 do Conselho Universitário, finalmente temos o Instituto de Aplicação, mais uma Unidade Acadêmica da UERJ. Nos últimos anos o colégio tem conseguindo bons resultados no ENEM, ficando entre os 5 melhores colégios do Rio de Janeiro e entre os 20 melhores do Brasil.